# Agda Östlund

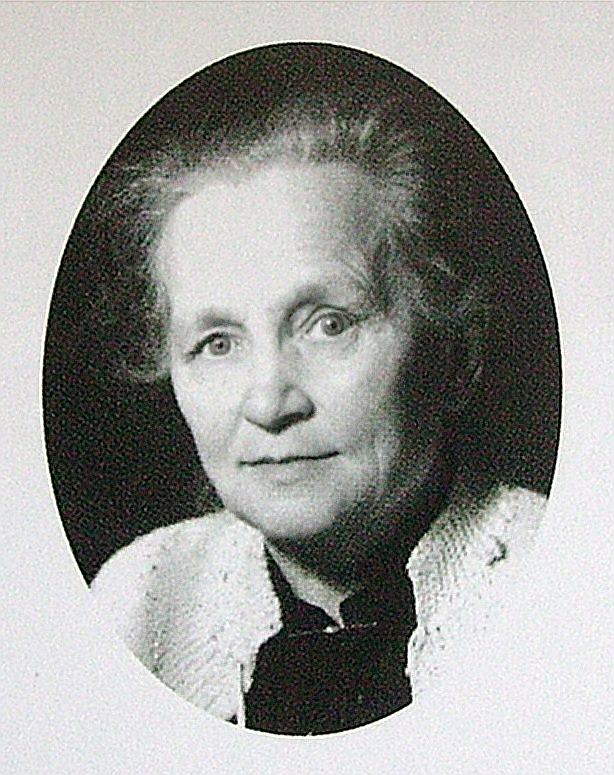
Agda Östlund

Agda Östlund, geborene Lundgren, (* 3. April 1870 in Köping; † 26. Juni 1942 in Stockholm) war eine schwedische sozialdemokratische Politikerin und Frauenrechtlerin und eine der ersten fünf Frauen im Schwedischen Reichstag.

## Biographie
Östlund wurde am 3. April 1870 in Köping in einer Arbeiterfamilie geboren.
Sie machte eine Ausbildung als Näherin und sicherte sich mit dieser Arbeit ihr Existenzminimum. Später gründete sie ihre eigene Näherei mit mehreren Angestellten, heiratete Anders Östlund und zog 1896 mit ihm nach Stockholm.
Im Jahr 1903 trat Agda dem Stockholmer Frauenverein (Stockholms allmänna kvinnoklubb) bei, dessen Vorsitzende sie später wurde. Sie unternahm zahlreiche Kampagnenreisen durch das Land, um für das Frauenwahlrecht zu werben. Auch für den Sozialdemokratischen Frauenbund (Sveriges socialdemokratiska kvinnoförbund) arbeitete sie und war dort zwischen 1911 und 1917 Vorsitzende des Vorstands.
Im Jahr 1921 war sie neben Nelly Thüring, Bertha Wellin, Kerstin Hesselgren und Elisabeth Tamm eine der ersten fünf Frauen, welche nach Einführung des allgemeinen Frauenwahlrechts in das schwedische Parlament gewählt wurden. Sie gehörte diesem bis 1940 an und war dort die erste Frau, die als sozialdemokratisches Mitglied in einen Parlamentsausschuss gewählt wurde.
Östlund engagierte sich für die Bekämpfung von Gewalt in der Ehe, für Frauenrenten und Gesundheitsfürsorge für Frauen und Kinder. Sie galt als Vertreterin der Arbeiterklasse und war ein Vorbild für viele schwedische Frauen.
Sie starb am 26. Juni 1942 in Stockholm.